# Batwoman (Fernsehserie)
Batwoman ist eine 2019 auf The CW angelaufene Fernsehserie über die gleichnamige Comicfigur von DC Comics. Ruby Rose verkörperte in der ersten Staffel Bruce Waynes Cousine Kate Kane, die drei Jahre nach Batmans Verschwinden den vakanten Posten als vigilante Beschützerin von Gotham City einnimmt. Nach Kates Verschwinden (bedingt durch den Ausstieg von Rose) übernimmt Ryan Wilder (gespielt von Javicia Leslie) die Rolle als Batwoman in der zweiten Staffel.
Die Serie ist Teil des Arrowverse und spielt wie alle anderen Arrowverse-Serien seit dem Crossover Krise der Parallelerden auf Earth Prime.
Die dritte Staffel wurde vom 13. Oktober 2021 bis zum 2. März 2022 auf The CW ausgestrahlt. Im April 2022 wurde die Serie offiziell abgesetzt.

## Handlung
Kate Kane ist die Cousine von Bruce Wayne, der über viele Jahre hinweg als Batman in Gotham City aktiv ist. 15 Jahre bevor die Handlung ansetzt, ist Kate mit ihrer Mutter und ihrer Zwillingsschwester Beth in einen Unfall involviert. Bei der Rettung versagt Batman, sodass scheinbar lediglich Kate das Unglück überlebt. Ihr Vater Jacob heiratet bald darauf Cathrine Hamilton, die Beweise zum Tod Beths fälschen ließ, damit Kate und Jacob mit dem Vorfall abschließen können.
Jacob gibt Batman die Schuld für das Verschwinden von Beth, während Kate vermutet, dass ihre Schwester das Unglück überlebt hat, und zum Militär geht. Dort erreichen sie und Sophie Moore, mit der Kate heimlich eine Beziehung führt, herausragende Leistungen. Als das Verhältnis auffliegt, wird Kate aus der Army entlassen, während Sophie unterzeichnet, keine homosexuelle Neigungen zu besitzen und dadurch beim Militär bleiben kann. Ihre Beziehung findet jedoch damit ein abruptes Ende.
Die Handlung setzt drei Jahre nach dem Verschwinden von Batman ein. Nach seinem Verschwinden baut Jacob das Sicherheitsunternehmen Crows auf, das den Schutz Gothams gewährleisten soll. Seine Mitarbeiterin Sophie wird von der Wonderland Gang gefasst, was Kate veranlasst, sie zu retten. Bei Wayne Enterprise trifft Kate auf Luke Fox, den Assistenten von Bruce, und erkennt, dass Bruce Wayne Batman war. Sie beauftragt Luke, Batmans Anzug anzupassen und trägt ihn bei der Rettung von Sophie. Derweil erkennt Kate in Alice, der Anführerin der Wonderland Gang, ihre tot-geglaubte Schwester Beth, die sich an ihrem Vater rächen möchte, da dieser nicht nach ihr gesucht hat, sondern sie für tot hält. Sie wurde nach ihrem scheinbaren Tod als Spielgefährtin für Jonathan Cartwright alias Mouse elf Jahre als Geisel festgehalten und wurde mit Mouse verrückt. Basierend auf dem Buch Alice im Wunderland bildete sich ihre neue Identität. Da Kate in Alice noch ihre Schwester erkennt, rettet sie ihr dennoch das Leben.
Durch das scheinbare Auftauchen von Batman gerät Gotham in neue Euphorie. Kate möchte jedoch zeigen, dass sie nicht Batman ist und verändert gemeinsam mit Luke Fox das Outfit: Sie gibt sich schließlich als Batwoman zu erkennen, während die Wonderland Gang Gotham terrorisiert. Um sich an ihrem Vater Jacob rächen zu können, entführt Alice Jacob, während Mouse als sein Doppelgänger seine Ehefrau Cathrine vergiftet, an der sich Alice für die Vortäuschung ihres Todes rächen will. Nach der Ermordung seiner Ehefrau wird Jacob von Alice wieder freigelassen und von der Polizei in Gewahrsam genommen, da sie davon ausgeht, dass er Catherine vergiftet habe. Catherines Tochter, die Medizinerin Mary, überzeugt daraufhin ihre Stiefschwester Kate, Alice nicht zu verschonen, damit Menschenleben gerettet werden können.

## Entstehungsgeschichte
Im Juli 2018 kündigte der Fernsehsender The CW eine Serie über Batwoman, eine Comicfigur von DC Comics, an. Als Executive Producer fungieren Caroline Dries, Greg Berlanti, Sarah Schechter und Geoff Johns. Die Serie ist ein Ableger des Arrowverses, wo Batwoman bereits im Dezember 2018 erstmals in der Crossover-Folge Anderswelten zu sehen war.
Caroline Dires fungiert nicht nur als Executive Producerin, sondern ist auch für das Serienskript verantwortlich. Offiziell bestellte The CW am 7. Mai 2019 die Serie.
Das Casting für die Protagonistin Kate Kane startete Mitte 2018. Im August 2018 wurde bekannt gegeben, dass die Rolle mit der australischen Schauspielerin Ruby Rose besetzt werde. Die Bekanntgabe des weiteren Casts erfolgte ab Januar 2019.
Die Produktion für die Pilotfolge startete am 4. März 2019 und endete am 25. März 2019 in Vancouver. Darüber hinaus wurde in Chicago gedreht. Am 16. Mai 2019 veröffentlichte The CW den ersten Trailer zur Serie. Dieser erhielt auf YouTube sehr viel Kritik und negative Wertungen. Als Gründe dafür wurden Misandrie und die Feminismus-Darstellung angeführt.
Die erste Episode wurde am 6. Oktober 2019 auf dem Sender The CW ausgestrahlt. Am 20. Dezember 2019 wurden die ersten acht Folgen der ersten Staffel auf dem Streaming-Dienst Prime Video als Deutschlandpremiere veröffentlicht. Die Crossover-Episode (1.09) wurde unangekündigt am 5. März 2020 auf iTunes mit deutscher Synchronisation erstveröffentlicht und kurze Zeit später wieder entfernt. Diese Episode erschien offiziell am 24. Juli 2020 auf Prime Video, zusammen mit dem Rest der ersten Staffel.
Im Mai 2020 kündigte Ruby Rose ihren Ausstieg aus der Serie nach der ersten Staffel an. Entgegen erster Vermutungen wird die Rolle jedoch nicht neu besetzt, sondern durch die Figur Ryan Wilder ersetzt, die fortan die Hauptrolle darstellen soll. Im Juli 2020 wurde Javicia Leslie als neue Hauptdarstellerin der Serie bekanntgegeben.
Die deutsche Erstveröffentlichung der zweiten Staffel fand am 15. September 2021 mit allen Folgen bei Prime Video statt, die TV-Ausstrahlung startete am 12. April 2022 auf sixx.
Die deutschsprachige Ausstrahlung der dritten Staffel startete am 4. November 2024 auf ProSieben MAXX, bis sie nach der achten Folge aus dem Programm genommen wurde, die Ausstrahlung der letzten fünf Episoden war ursprünglich bis zum 16. Dezember geplant.

## Besetzung und Synchronisation
Die deutschsprachige Synchronisation entsteht durch die Synchronfirma Interopa Film in Berlin. Die Dialogbüchern schreiben Jürgen Wilhelm, Tatjana Kopp, Martin Westphal, Martin Schowanek, Andreas Pollak und Gabi Voussem. Die Dialogregie führt Beate Andres.

### Hauptbesetzung
| Rollenname                                 | Schauspieler       | Hauptrolle (Folgen) | Nebenrolle (Folgen) | Synchronsprecher     |
| ------------------------------------------ | ------------------ | ------------------- | ------------------- | -------------------- |
| Kate Kane / Batwoman                       | Ruby Rose          | 1.01–1.20           |                     | Julia Vieregge       |
| Kate Kane / Batwoman                       | Wallis Day         |                     | 2.12–2.18           |                      |
| Ryan Wilder / Batwoman                     | Javicia Leslie     | 2.01–3.13           |                     | Giovanna Winterfeldt |
| Beth Kane / Alice / Beth Kane (Erde TUD14) | Rachel Skarsten    | 1.01–3.13           |                     | Kaya Marie Möller    |
| Sophie Moore                               | Meagan Tandy       | 1.01–3.13           |                     | Damineh Hojat        |
| Dr. Mary Hamilton / Poison Ivy             | Nicole Kang        | 1.01–3.13           |                     | Sophie Lechtenbrink  |
| Luke Fox / Batwing                         | Camrus Johnson     | 1.01–3.13           |                     | Martin Gleitze       |
| Jacob Kane                                 | Dougray Scott      | 1.01–2.16           |                     | Dirk Bublies         |
| Catherine Hamilton-Kane                    | Elizabeth Anweis   | 1.01–1.08           | 1.12                | Gundi Eberhard       |
| Renee Montoya                              | Victoria Cartagena | 3.01–3.10           |                     |                      |
| Jada Jet                                   | Robin Givens       | 3.01–3.13           |                     |                      |
| Marquis Jet                                | Nick Creegan       | 3.03–3.13           |                     |                      |

### Nebenbesetzung
| Rollenname                           | Schauspieler      | Nebenrolle (Folgen)                                                                                  | Synchronsprecher                                     |
| ------------------------------------ | ----------------- | --- | ---------------------------------------------------- |
| Tyler                                | Greyston Holt     | 1.01, 1.03, 1.06–1.08                                                                                | Fabian Oscar Wien                                    |
| Chuck Dodgson                        | Brendon Zub       | 1.01–1.02, 1.04–1.05, 1.12, 1.14                                                                     | Tobias Kluckert                                      |
| Vesper Fairchild (Stimme)            | Rachel Maddow     | 1.01–1.04, 1.06–1.08, 1.10–1.14, 1.17, 1.19–1.20, 2.02–2.06, 2.10, 2.14, 2.18, 3.02, 3.07, 3.11      | Sandrine Mittelstädt                                 |
| Jonathan „Johnny“ Cartwright / Mouse | Sam Littlefield   | 1.03, 1.05–1.07, 1.10–1.12, 1.14–2.02, 3.12                                                          | Marc Bluhm (1.03–1.14) Jeremias Koschorz (1.15–2.02) |
| Tommy Elliot / Hush                  | Gabriel Mann      | 1.03, 1.17–1.20                                                                                      | Tim Knauer                                           |
| Reagan                               | Brianne Howey     | 1.03–1.04, 1.18–1.19                                                                                 | Sarah Tkotsch                                        |
| Margot / Magpie                      | Rachel Matthews   | 1.04, 1.17–1.18                                                                                      | Anja Stadlober                                       |
| August Cartwright                    | John Emmet Tracy  | 1.05–1.06, 1.11–1.12, 1.14–1.15                                                                      | Gerald Schaale                                       |
| Dana Dewitt                          | Allison Riley     | 1.06, 1.08, 1.11, 1.16–1.17, 1.20, 2.02–2.04, 2.09–2.10, 2.15–2.16, 3.01–3.03, 3.07, 3.10–3.11, 3.13 | Jennifer Bischof                                     |
| Julia Pennyworth                     | Christina Wolfe   | 1.07, 1.16–2.02, 2.08–2.10                                                                           | Marieke Oeffinger                                    |
| Dr. Ethan Campbell                   | Sebastian Roché   | 1.08, 1.10, 1.12, 1.14                                                                               | Peter Lontzek                                        |
| Bruce Wayne / Batman                 | Warren Christie   | 1.20–2.01, 2.15                                                                                      | Jannik Endemann                                      |
| Tatiana / The Whisper                | Leah Gibson       | 2.02–2.03, 2.07–2.08, 2.16                                                                           | Wicki Kalaitzi                                       |
| Safiyah Sohail                       | Shivani Ghai      | 2.04–2.08, 2.16–2.17                                                                                 | Svantje Wascher                                      |
| Angelique Martin                     | Bevin Bru         | 2.04–2.07, 2.09–2.12                                                                                 | Friederike Walke                                     |
| Ocean                                | Nathan Owens      | 2.04–2.08, 2.11–2.12, 2.14–2.18, 3.12                                                                | Roman Wolko                                          |
| Dr. Evelyn Rhyme / Enigma            | Laura Mennell     | 2.09–2.12, 2.14–2.15                                                                                 | Berenice Weichert                                    |
| Roman Sionis / Black Mask            | Peter Outerbridge | 2.09–2.14, 2.16–2.18                                                                                 | Bernd Vollbrecht                                     |
| Russell Tavaroff                     | Jesse Hutch       | 2.11–2.18                                                                                            |                                                      |
| Pamela Isley / Poison Ivy            | Bridget Regan     | 3.08–3.10                                                                                            |                                                      |

### Gaststars aus dem Arrowverse
| Rollenname                          | Schauspieler          | Nebenrolle (Folgen) | Synchronsprecher      |
| ----------------------------------- | --------------------- | ------------------- | --------------------- |
| Nash Wells / Pariah                 | Tom Cavanagh          | 1.08                | Uwe Büschken          |
| Kara Danvers / Supergirl            | Melissa Benoist       | 1.09                | Merete Brettschneider |
| Oliver Queen / Green Arrow          | Stephen Amell         | 1.09                | Johannes Raspe        |
| Sara Lance / White Canary           | Caity Lotz            | 1.09                | Lydia Morgenstern     |
| Ray Palmer / Atom                   | Brandon Routh         | 1.09                | Patrick Schröder      |
| Clark Kent / Superman (Erde 96)     | Brandon Routh         | 1.09                | Patrick Schröder      |
| Mia Smoak / Blackstar / Green Arrow | Katherine McNamara    | 1.09                | Lea Kalbhenn          |
| Clark Kent / Superman               | Tyler Hoechlin        | 1.09                | Tim Knauer            |
| Lois Lane                           | Elizabeth Tulloch     | 1.09                | Susanne Geier         |
| Lois Lane (Erde 75)                 | Elizabeth Tulloch     | 1.09                | Susanne Geier         |
| Barry Allen / The Flash             | Grant Gustin          | 1.09                | Julius Jellinek       |
| Lyla Michaels / Harbinger           | Audrey Marie Anderson | 1.09                | Ulla Wagener          |
| Iris West-Allen                     | Candice Patton        | 1.09                | Yvonne Greitzke       |
| Mick Rory / Heatwave (Erde 74)      | Dominic Purcell       | 1.09                | Viktor Neumann        |
| Lex Luthor                          | Jon Cryer             | 1.09                | Viktor Neumann        |
| John Constantine                    | Matt Ryan             | 1.09                | Stefan Günther        |
| Mar Novu / Monitor                  | LaMonica Garrett      | 1.09                | Ralf David            |
| Mobius Novu / Anti-Monitor          | LaMonica Garrett      | 1.09                | Ralf David            |
| Clark Kent (Erde 167)               | Tom Welling           | 1.09                | Timmo Niesner         |
| Lois Lane (Erde 167)                | Erica Durance         | 1.09                | Tanja Geke            |
| Bruce Wayne (Erde 99)               | Kevin Conroy          | 1.09                | Oliver Siebeck        |
| Jonah Hex (Erde 18)                 | Jonathon Schaech      | 1.09                | Robert Glatzeder      |
| Stimme des Leonard A.I. (Erde 74)   | Wentworth Miller      | 1.09                | Gerrit Schmidt-Foß    |
| John Diggle                         | David Ramsey          | 2.16, 3.09          | Ole Pfennig           |

## Rezeption
Wolfgang Höbel nannte die Serie im Der Spiegel „eine Freude fürs genderpolitisch bewegte Herz und eine Beleidigung fürs unterhaltungsbegeisterte Hirn“, es wurden die „läppisch angerichten Abenteuer“ und das „grotesk klinische[…] Gotham“ sowie „die hölzernen Dialoge“ kritisiert.
Reinhard Prahl vom Quotenmeter kritisierte neben der blassen Hauptdarstellerin den „zu sehr mit dem Holzhammer propagierte[n] Feminismus“ sowie „die fehlende komplexe Entwicklung der Nebenfiguren“. Es wurde der Serie „noch viel Luft nach oben“ bescheinigt.
Claudia Reinhard lobte in der Frankfurter Allgemeinen Zeitung die Leistung der Hauptdarstellerinnen Rose und Skarsten, störte sich aber an den „überhasteten Wendungen, unnötigen Klischees und gestelzten Dialogen“.

## Episodenliste

### Staffel 1
| Nr. (ges.) | Nr. (St.) | Deutscher Titel                      | Originaltitel                             | Erstausstrahlung USA | Deutschsprachige Erstveröffentlichung (D) | Regie                | Drehbuch                        |
| ---------- | --------- | ------------------------------------ | ----------------------------------------- | -------------------- | ----------------------------------------- | -------------------- | ------------------------------- |
| 1          | 1         | Nach eigenen Regeln                  | Pilot                                     | 6. Okt. 2019         | 20. Dez. 2019                             | Marcos Siega         | Caroline Dries                  |
| 2          | 2         | Im Kaninchenbau                      | The Rabbit Hole                           | 13. Okt. 2019        | 20. Dez. 2019                             | Marcos Siega         | Caroline Dries                  |
| 3          | 3         | Mörderische Missgunst                | Down Down Down                            | 20. Okt. 2019        | 20. Dez. 2019                             | Dermott Daniel Downs | Holly Henderson & Don Whitehead |
| 4          | 4         | Wer bist du?                         | Who Are You?                              | 27. Okt. 2019        | 20. Dez. 2019                             | Holly Dale           | Nancy Kiu & Denise Harkavy      |
| 5          | 5         | Eine lange und tragische Geschichte  | Mine Is a Long and a Sad Tale             | 3. Nov. 2019         | 20. Dez. 2019                             | Carl Seaton          | Jerry Shandy & Ebony Gilbert    |
| 6          | 6         | Richter und Henker                   | I’ll Be Judge, I’ll Be Jury               | 10. Nov. 2019        | 20. Dez. 2019                             | Scott Peters         | James Stoteraux & Chad Fiveash  |
| 7          | 7         | Sag mir die Wahrheit                 | Tell Me the Truth                         | 17. Nov. 2019        | 20. Dez. 2019                             | Michael A. Allowitz  | Caroline Dries & Natalie Abrams |
| 8          | 8         | Die Kunst der richtigen Entscheidung | A Mad Tea-Party                           | 1. Dez. 2019         | 20. Dez. 2019                             | Holly Dale           | Nancy Kiu                       |
| 9          | 9         | Krise der Parallelerden – Teil 2     | Crisis on Infinite Earths: Part Two       | 9. Dez. 2019         | 5. März 2020                              | Laura Belsey         | Don Whitehead & Holly Henderson |
| 10         | 10        | Demaskiert                           | How Queer Everything Is Today!            | 19. Jan. 2020        | 24. Juli 2020                             | Jeffrey Hunt         | Caroline Dries                  |
| 11         | 11        | Die andere Schwester                 | An Un-Birthday Present                    | 26. Jan. 2020        | 24. Juli 2020                             | Mairzee Almas        | Chad Fiveash & James Stoteraux  |
| 12         | 12        | Die Qual der Wahl                    | Take Your Choice                          | 16. Feb. 2020        | 24. Juli 2020                             | Tara Miele           | Ebony Gilbert                   |
| 13         | 13        | Vampire in Gotham                    | Drink Me                                  | 23. Feb. 2020        | 24. Juli 2020                             | Dermott Downs        | Jerry Shandy                    |
| 14         | 14        | Verhasste Schönheit                  | Grinning From Ear to Ear                  | 8. März 2020         | 24. Juli 2020                             | Michael Blundell     | Denise Harkavy                  |
| 15         | 15        | Die rote Königin                     | Off with Her Head                         | 15. März 2020        | 24. Juli 2020                             | Holly Dale           | Natalie Abrams                  |
| 16         | 16        | Verschwörung                         | Through the Looking-Glass                 | 22. März 2020        | 24. Juli 2020                             | Paul Wesley          | Daphne Miles                    |
| 17         | 17        | Das Vermächtnis des Bombenbauers     | A Narrow Escape                           | 26. Apr. 2020        | 24. Juli 2020                             | Paul Wesley          | Daphne Miles                    |
| 18         | 18        | Das Buch der Geheimnisse             | If You Believe in Me, I’ll Believe in You | 3. Mai 2020          | 24. Juli 2020                             | James Bamford        | James Stoteraux & Chad Fiveash  |
| 19         | 19        | Wie tötet man eine Fledermaus?       | A Secret Kept From All the Rest           | 10. Mai 2020         | 24. Juli 2020                             | Greg Beeman          | Jerry Shandy & Kelly Larson     |
| 20         | 20        | Titan                                | O, Mouse!                                 | 17. Mai 2020         | 24. Juli 2020                             | Amanda Tapping       | Holly Henderson & Don Whitehead |

### Staffel 2
| Nr. (ges.) | Nr. (St.) | Deutscher Titel            | Originaltitel                   | Erstausstrahlung USA | Deutschsprachige Erstveröffentlichung (D) | Regie               | Drehbuch                         |
| ---------- | --------- | -------------------------- | ------------------------------- | -------------------- | ----------------------------------------- | ------------------- | -------------------------------- |
| 21         | 1         | Was geschah mit Kate Kane? | Whatever Happened to Kate Kane? | 17. Jan. 2021        | 15. Sep. 2021                             | Holly Dale          | Caroline Dries                   |
| 22         | 2         | Die Nacht der Fledermäuse  | Prior Criminal History          | 24. Jan. 2021        | 15. Sep. 2021                             | Carl Seaton         | James Stoteraux & Chad Fiveash   |
| 23         | 3         | Coryana                    | Bat Girl Magic!                 | 31. Jan. 2021        | 15. Sep. 2021                             | Holly Dale          | Nancy Kiu                        |
| 24         | 4         | Unsichtbar                 | Fair Skin, Blue Eyes            | 14. Feb. 2021        | 15. Sep. 2021                             | Menhaj Huda         | Ebony Gilbert                    |
| 25         | 5         | Blutige Leinwand           | Gore on Canvas                  | 21. Feb. 2021        | 15. Sep. 2021                             | Norma Bailey        | Daniel Thomsen                   |
| 26         | 6         | Elixier des Todes          | Do Not Resuscitate              | 28. Feb. 2021        | 15. Sep. 2021                             | Holly Dale          | Caroline Dries & Daphne Miles    |
| 27         | 7         | Erinnerungslücken          | It’s Best You Stop Digging      | 14. März 2021        | 15. Sep. 2021                             | Avi Youabian        | Jerry Shandy                     |
| 28         | 8         | Scheintod                  | Survived Much Worse             | 21. März 2021        | 15. Sep. 2021                             | Holly Dale          | Natalie Abrams                   |
| 29         | 9         | Regel Nummer Eins          | Rule #1                         | 28. März 2021        | 15. Sep. 2021                             | Michael Blundell    | Nancy Kiu & Maya Houston         |
| 30         | 10        | Vorzeitige Entlassungen    | Time Off for Good Behavior      | 11. Apr. 2021        | 15. Sep. 2021                             | Eric Dean Seaton    | Chad Fiveash & James Stoteraux   |
| 31         | 11        | Nachtigall, flieg empor!   | Arrive Alive                    | 18. Apr. 2021        | 15. Sep. 2021                             | Mairzee Almas       | Daniel Thomsen & Daphne Miles    |
| 32         | 12        | Selbstzerstörung einleiten | Initiate Self-Destruct          | 2. Mai 2021          | 15. Sep. 2021                             | Glen Winter         | Jerry Shandy Idee: Zack Siddiqui |
| 33         | 13        | Rätsel über Rätsel         | I’ll Give You a Clue            | 9. Mai 2021          | 15. Sep. 2021                             | Marshall Virtue     | Caroline Dries & Natalie Abrams  |
| 34         | 14        | Gerechtigkeit für alle     | And Justice For All             | 16. Mai 2021         | 15. Sep. 2021                             | Robert Duncan       | Ebony Gilbert & Maya Houston     |
| 35         | 15        | Zwischen Leben und Tod     | Armed and Dangerous             | 6. Juni 2021         | 15. Sep. 2021                             | Holly Dale          | Nancy Kiu                        |
| 36         | 16        | Wiedergeburt               | Rebirth                         | 13. Juni 2021        | 15. Sep. 2021                             | Michael A. Allowitz | Daniel Thomsen                   |
| 37         | 17        | Circe oder Kate?           | Kane, Kate                      | 20. Juni 2021        | 15. Sep. 2021                             | Carl Seaton         | James Stoteraux & Chad Fiveash   |
| 38         | 18        | Endlich frei               | Power                           | 27. Juni 2021        | 15. Sep. 2021                             | Holly Dale          | Caroline Dries                   |

### Staffel 3
| Nr. (ges.) | Nr. (St.) | Deutscher Titel                | Originaltitel               | Erstausstrahlung USA | Deutschsprachige Erstveröffentlichung (D) | Regie            | Drehbuch                                       |
| ---------- | --------- | ------------------------------ | --------------------------- | -------------------- | ----------------------------------------- | ---------------- | ---------------------------------------------- |
| 39         | 1         | Triff niemals deine Helden     | Mad As a Hatter             | 13. Okt. 2021        | 4. Nov. 2024                              | Holly Dale       | Caroline Dries                                 |
| 40         | 2         | Krokodilzahn                   | Loose Tooth                 | 20. Okt. 2021        | 4. Nov. 2024                              | Jeff Hunt        | Chad Fiveash & James Stoteraux                 |
| 41         | 3         | Eiskalt                        | Freeze                      | 27. Okt. 2021        | 11. Nov. 2024                             | Greg Beeman      | Nancy Kiu                                      |
| 42         | 4         | Aufgetaut                      | Antifreeze                  | 3. Nov. 2021         | 11. Nov. 2024                             | Holly Dale       | Daniel Thomsen                                 |
| 43         | 5         | Eine Lektion von Professor Pyg | A Lesson From Professor Pyg | 10. Nov. 2021        | 18. Nov. 2024                             | David Ramsey     | Caroline Dries & Ebony Gilbert                 |
| 44         | 6         | Persönlichkeitsveränderung     | How Does Your Garden Grow?  | 17. Nov. 2021        | 18. Nov. 2024                             | Robert Duncan    | Jerry Shandy & Natalie Abrams                  |
| 45         | 7         | Gift und Gegengift             | Pick Your Poison            | 24. Nov. 2021        | 25. Nov. 2024                             | Holly Dale       | Kelly Ota & Emily Alonso                       |
| 46         | 8         | Maskenball                     | Trust Destiny               | 12. Jan. 2022        | 25. Nov. 2024                             | Marshall Virtue  | Ebony Gilbert & Daphne Miles                   |
| 47         | 9         | Triff deinen Schöpfer          | Meet Your Maker             | 19. Jan. 2022        | -                                         | Michael Blundell | Caroline Dries & Maya Houston                  |
| 48         | 10        | Toxisch                        | Toxic                       | 26. Jan. 2022        | -                                         | Glen Winter      | Caroline Dries & Jerry Shandy                  |
| 49         | 11        | Kaputtes Spielzeug             | Broken Toys                 | 2. Feb. 2022         | -                                         | Camrus Johnson   | Chad Fiveash, James Stoteraux & Natalie Abrams |
| 50         | 12        | Schuldig für immer             | We’re All Mad Here          | 23. Feb. 2022        | -                                         | Eric Dean Seaton | Maya Houston & Daphne Miles                    |
| 51         | 13        | Gefahr von oben                | We Having Fun Yet?          | 2. März 2022         | -                                         | Holly Dale       | Nancy Kiu & Caroline Dries                     |